# Christiaan Brosch
Christiaan Adolf Willem (Christiaan) Brosch (Den Haag, 7 maart 1878 - Marcillac-Saint-Quentin, 29 juni 1969) is een Nederlandse schutter. Hij nam eenmaal deel aan de Olympische Spelen. In 1908 nam hij deel aan de Olympische Spelen van Londen. Op het onderdeel pistool pistool 50 y, individueel werd hij 41e en op het vrij geweer 300 m drie houdingen, team eindigde hij met zijn teamgenoten Gerard van den Bergh, Cornelis van Altenburg, Antonie de Gee, Uilke Vuurman en Pieter Jan Brussaard op een zevende plaats. Met 708 punten had hij de tweede score van zijn team. In zijn actieve tijd was aangesloten bij Oranje Nassau in Den Haag.